# 北海道函館工業高等学校
北海道函館工業高等学校（ほっかいどうはこだてこうぎょうこうとうがっこう、英: Hokkaido Hakodate Technical High School）は、北海道函館市に所在する道立工業高等学校。函工（かんこう）の通称で呼ばれている。

## 概要
1911年に函館区立函館工業補習学校として開校。旧校舎は大正時代に竣工、当時としては近代的校舎であった。戦前は正面に広大な葡萄園が拡がり、近くにはついに開通することの無かった五稜郭と銭亀を結ぶ線路址があり、現在は遊歩道として市民の生活の一部となっている。
国家資格の基本情報技術者試験（FE）の午前科目免除制度の認定校となっている。

## 沿革
- 1911年3月25日 - 函館区立函館工業補習学校を設立
- 1921年3月25日 - 函館区立工業学校を設立
- 1922年3月24日 - 北海道庁立函館工業学校と改称 建築科を土木建築科とする
- 1924年1月25日 - 木工科を木材工芸科
- 1924年12月23日 - 土木建築科を土木科と建築科に分離
- 1928年4月6日 - 函館工業補習学校を函館市立商工実修学校に改称（工業部）
- 1935年4月1日 - 函館市立商工実修学校を函館市立商工青年学校に改称
- 1937年8月28日 - 応用化学科第2部設置
- 1938年4月15日 - 採鉱科及び第2部採鉱科設置
- 1940年3月28日 - 第2本科土木科設置
- 1941年3月14日 - 函館市立商工青年学校を函館市立工業学校に改称
- 1941年3月31日 - 第2部応用化学科及び採鉱科廃止
- 1941年4月12日 - 第2本科建築科設置
- 1943年3月19日 - 応用化学科を工業化学科に改称、函館市立工業学校に機械科、建築科、電気科を設置
- 1944年1月31日 - 函館市立工業学校工業化学科を設置
- 1947年11月1日 - 北海道立函館工業学校と改称
- 1948年4月1日 - 北海道立函館工業高等学校と改称、機械科、土木科、建築科、工業化学科、採鉱科、木材工芸科を設置
- 1949年4月1日 - 函館市立工業学校を北海道立函館工業高等学校夜間部とする
- 1950年4月1日 - 北海道函館工業高等学校に改称、夜間部を定時制に改称
- 1956年2月20日 - 採鉱科募集停止
- 1958年4月1日 - 採鉱冶金科新設
- 1960年4月16日 - 電子工業科新設
- 1963年4月1日 - 木材工芸科を工芸科、電子工業科を電子科、採鉱冶金科を冶金科に改称
- 1971年3月5日 - 定時制工業化学科募集停止
- 1973年4月1日 - 冶金科を金属工業科、工芸科をインテリア科に学科転換
- 1975年4月1日 - 金属工業科、電子科募集停止工業化学科
- 1992年4月1日 - 電気科（電気技術・情報技術）コース制
- 1993年4月1日 - 機械科を電子機械科に学科転換
- 1996年4月1日 - 電気科1学級を情報技術科に学科転換
- 1998年4月1日 - インテリア科募集停止

## 校歌
作詞 加勢蔵太郎 / 作曲 弘田龍太郎
| 一 天に雲雀のさえずりや 地に若草の萌出でて 柏ヶ丘の気も清く 美し風吹く学びの舎 |
| 二 神秘の扉おし開き 自然の則を究めよと 見よ函山の峰晴れて 理想の啓示仰ぐべし   |
| 三 朝に磨く我が心 玉と輝く光あり 夕に鍛ふ我が腕 真鉄と揮う力あり               |
| 四 雪に緑の色添えて 栄えを祝う小松原 五稜に因む校章こそ 我等が永久の誇なれ     |

## 設置学科
- 全日制
  - 電子機械科
  - 建築科
  - 工業化学科
  - 環境土木科
  - 電気科
  - 情報技術科
- 定時制
  - 機械科
  - 建築科
  - 電気科

## 著名な出身者
- 笠原正行（プロ野球選手）
- 佐藤公博（プロ野球選手）
- 石川賢（プロ野球選手）
- 青山浩二（プロ野球選手）
- 田島翔（プロサッカー選手、プロ雀士)
- 福島和可菜（タレント）
- 萩澤正太（ラグビーユニオン選手）
- 中川和真（ラグビーユニオン選手)
- 越森幸夫（元奥尻町長、中退）
- 松田昇（元東京地検特捜部長）
- 畠中悠（お笑い芸人）
- 黒田哲広（プロレスラー）